# 投影式

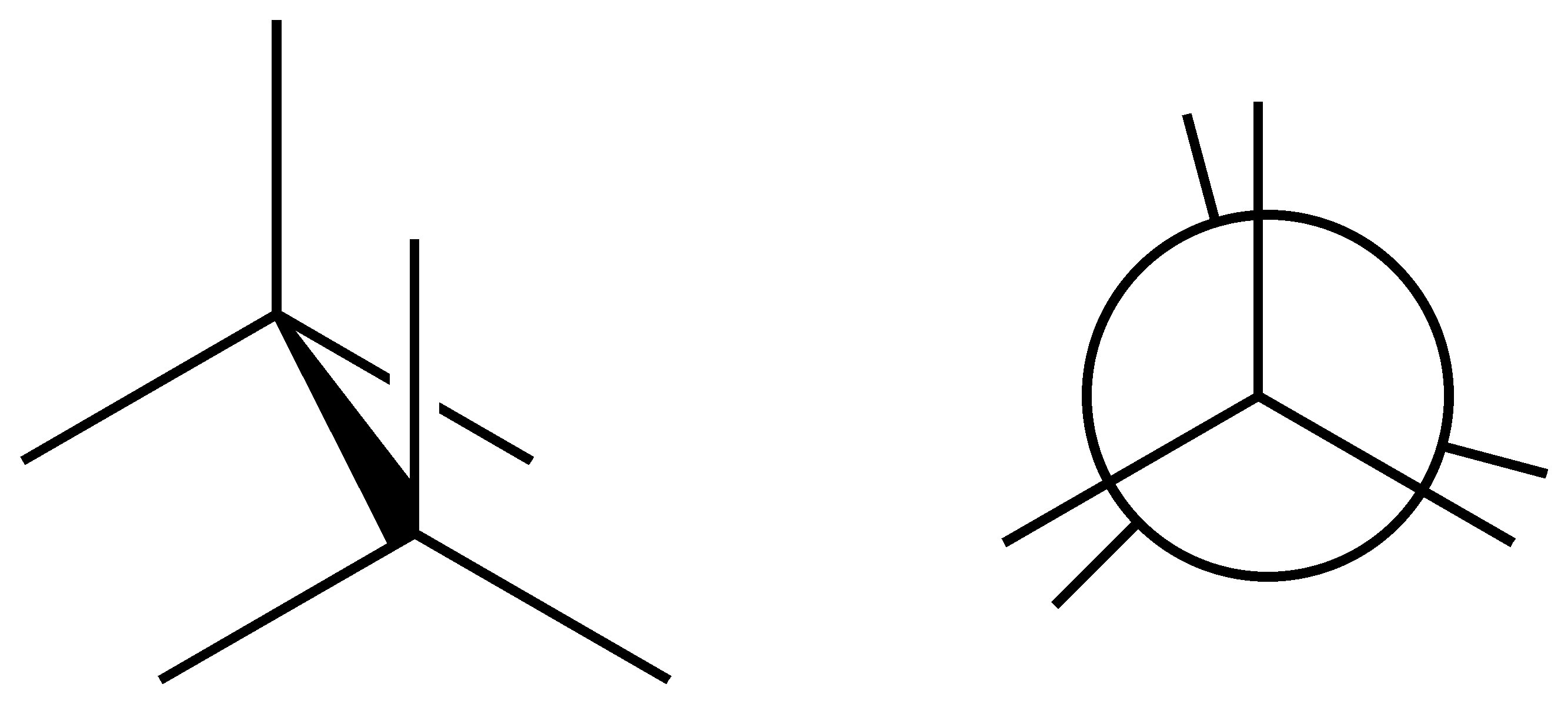
木挽き台表示（左）と対応するニューマン投影式（右）

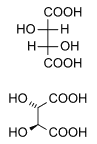
フィッシャー投影式（上）と対応するジグザグ表示（下）

投影式（とうえいしき）とは、分子の立体構造を平面上に書き表すために使用される化学式の書き方。代表的なものに以下の3種類がある。
- ニューマン投影式
- ハース投影式
- フィッシャー投影式

その他、以下の表記法も投影式と呼ばれることがある。
- 木挽き台表示（のこぎり台投影式、Sawhorse projection） - ある化学結合を斜めの直線として描き、それにたいして相対的な立体配座をすべて直線で表す[2]。
- 楔形表示 (Wedge projection) - ある平面に対して、分子の奥行を白抜きの楔のつながりであらわす[3]。シクロアルカンの表示に使われたが、今日ではほとんど用いられていない。
- ジグザグ表示（ナッタ投影式、Zig-zag projection）- 分子の主鎖をジグザグの直線で書き、それに対して手前に位置する置換基を太線の楔で、奥に位置する置換基を点線の楔で描く[4][5]。今日では、この記法を楔形表示と呼ぶことが多い。